# Lac Amador
Le lac Amador est un réservoir situé dans le Comté d'Amador, en Californie. Il se trouve à une altitude de 325 pieds.
L'eau du lac est retenue par le barrage de Jackson Creek, un barrage de terre et de roche, de 59 m de haut, construit en 1965 au travers de Jackson Creek. Le barrage mesure 350 m de long et 3,4 m large et contient 935 000 m3 de matériau. Sa crête est à 147 m d'altitude ; il appartient au Jackson Valley Irrigation District.

## Voir également
- Liste des lacs de Californie
- Liste des réservoirs et barrages en Californie